# Pseudobonellia iraidii
Pseudobonellia iraidii is een lepelworm uit de familie Bonelliidae.
De wetenschappelijke naam van de soort werd in 1984 gepubliceerd door Galina Vansetti Murina.